# Mathilde d'Autriche-Teschen
L'archiduchesse Mathilde d'Autriche-Teschen (2 janvier 1891 - 6 février 1966) est la fille de Charles-Étienne de Teschen et de Marie-Thérèse de Habsbourg-Toscane. Elle est un membre de la branche de Teschen de la maison de Habsbourg-Lorraine. En 1913, elle épouse le prince Olgierd Czartoryski. Le couple a quatre enfants et vit en Pologne jusqu'au déclenchement de la Seconde Guerre mondiale, où ils émigrent au Brésil.

## Famille et jeunesse
L'archiduchesse Mathilde est la fille de l'archiduc Charles-Étienne de Teschen et de l'archiduchesse Marie-Thérèse de Habsbourg-Toscane. Ses deux parents sont étroitement liés à l'empereur François-Joseph. Son père est le petit-fils de l'archiduc Charles-Louis d'Autriche-Teschen qui avait dirigé l'armée autrichienne contre Napoléon Bonaparte. Il est aussi le frère de la reine d'Espagne Marie-Christine d'Autriche. Cela fait de Mathilde la cousine du roi Alphonse XIII d'Espagne. Sa mère est la petite-fille de Léopold II, le dernier grand-duc régnant de Toscane. Du côté de sa mère, elle est aussi l'arrière-petite-fille du roi Ferdinand II des Deux-Siciles.
Mathilde est éduquée par des précepteurs, et un accent particulier est mis sur les langues. Elle apprend l'allemand, l'italien, l'anglais, le français, et, à partir de 1895, le polonais. Son père fait sa carrière dans la marine autrichienne et Mathilde passe son enfance principalement en Istrie dans le port autrichien de Pula dans l'Adriatique. Sa famille est très riche et possède une résidence d'hiver sur l'île de Losinj dans l'Adriatique et un palais à Vienne. En 1895, son père hérite de vastes propriétés en Galice de l'archiduc Albert de Teschen. À partir de 1907, la résidence principale de la famille est le château de Zywiec, dans l'ouest de la Galicie.

## Mariage

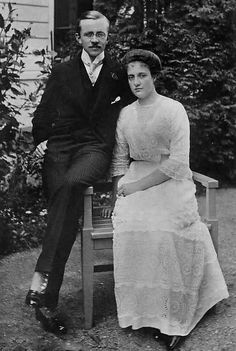
L'archiduchesse Mathilde et son mari le prince Olgierd Czartoryski en 1913.

L'archiduc Charles-Étienne met de côté sa carrière dans la marine pour concentrer ses ambitions sur la création d'une branche polonaise de la maison de Habsbourg. Il encourage tous ses enfants à devenir polonais et Mathilde, comme sa sœur Renée, épouse un prince polonais, Olgierd Czartoryski (1888-1977). Le mariage a lieu le 11 janvier 1913 au château de Zywiec, deux jours après que sa sœur aînée, Éléonore, ait épousé Alfons von Kloss. Mathilde doit renoncer à tous ses titres, ainsi qu'au prédicat d'Altesse impériale et royale, puisque le prince Olgierd Czartoryski n'appartient pas à une famille royale. Le couple vit en Pologne et a quatre enfants, deux fils et deux filles :
- Constantin Czartoryski (9 décembre 1913 - 31 août 1989), épouse la comtesse Karolina Plater-Zyberk ;
- Cécilia Czartoryska (9 avril 1915 - 19 avril 2011), épouse le comte Jerzy Rostworowski ;
- Isabella Czartoryska (8 août 1917 - 2015), épouse le comte Raphael Bninski ;
- Alexandre Czartoryski (21 octobre 1919 - 2007).

Au déclenchement de la Seconde Guerre mondiale, la famille fuit en Amérique du Sud et s'installent d'abord à Petrópolis avec des membres de la famille impériale brésilienne, les Orléans-Bragance. Le prince Olgierd est pendant de nombreuses années l'ambassadeur de l'ordre souverain de Malte au Brésil et au Paraguay. L'archiduchesse Mathilde meurt le 6 février 1966 à Rio de Janeiro, et son mari lui survit onze ans. Ils ont des descendants au Brésil et en Europe.